# Brian Bruney
Brian Anthony Bruney (Condado de Clatsop, 17 de fevereiro de 1982) é um jogador profissional de beisebol estadunidense.

## Carreira
Brian Bruney foi campeão da World Series 2009 jogando pelo New York Yankees.